# Vladimír Weiss (1989)
Vladimír Weiss [vladimír vajs] (* 30. listopadu 1989, Bratislava) je slovenský fotbalový záložník a bývalý reprezentant, od února 2020 hráč slovenského klubu ŠK Slovan Bratislava. Mimo Slovensko působil na klubové úrovni ve Velké Británii (Anglii a Skotsku), Španělsku, v Itálii, Řecku a Kataru. Nastupuje na postu ofenzivního levého nebo pravého záložníka, případně ve středu zálohy. Účastník Mistrovství světa 2010 v Jihoafrické republice, EURA 2016 ve Francii a EURA 2020 ve více státech. Kvalitní fotbalista, jehož kariéru však provázelo i mnoho mimofotbalových problémů.

## Klubová kariéra
Svoji fotbalovou kariéru začal v Interu Bratislava, avšak již v žácích v 15 letech zamířil do mládežnické akademie slavného anglického mužstva Manchester City FC, kde se setkal s krajany Róbertem Makem a Filipem Mentelem. S Manchesterem City FC získal FA Youth Cup.

### Manchester City FC
V zimním přestupovém období sezony 2008/09 se propracoval do seniorské kategorie Manchesteru. V Premier League debutoval v posledním 38. kole 23. května 2009, když v 70. minutě zápasu mezi kluby Manchester City FC a Bolton Wanderers FC (výhra 1:0) vystřídal Stephena Irelanda.

### Bolton Wanderers FC (hostování)
V lednu 2010 zamířil z Manchesteru City kvůli většímu hernímu vytížení na hostování do Boltonu Wanderers. Svůj první zápas v lize za tento celek si připsal ve 23. kole hraném 26. 1. 2010 v souboji s týmem Burnley FC (výhra 1:0), na trávník přišel v 90. minutě.

### Rangers FC (hostování)
Před ročníkem 2010/11 odešel opět hostovat, tentokrát na rok do skotského mužstva Rangers FC. Se svým klubem se představil v základní skupině C Ligy mistrů UEFA 2010/11, kde s Rangers v konfrontaci s celky Manchester United FC (Anglie), Bursaspor (Turecko) a Valencia CF (Španělsko) skončil na třetím místě a postoupil s ním do jarního play-off Evropské ligy UEFA 2010/2011, v němž nejprve vyřadil tým Sporting CP z Portugalska (remízy doma 1:1 a venku 2:2) a následně vypadl v osmifinále s nizozemským mužstvem PSV Eindhoven (remíza doma 0:0 a prohra venku 0:1).
První utkání v lize za celek z Glasgow absolvoval 22. srpna 2010 proti Hibernianu FC (výhra 3:0), na hrací plochu přišel v 66. minutě. Svoji první ligovou branku v sezoně zaznamenal v osmém kole v souboji s klubem Motherwell FC, když v 67. minutě zvyšoval na konečných 4:1. Podruhé v ročníku skóroval 13. 11. 2010 proti týmu Aberdeen FC (výhra 2:0), trefil se ve 32. minutě. Následně dal gól v odvetě s Motherwellem (výhra 4:1), když zvyšoval na 3:1. Svůj čtvrtý a pátý zásah v sezoně vsítil 15. 1. 2011 ve 22. kole v souboji s celkem Hamilton Academical FC a výraznou měrou se podílel na domácím vítězství 4:0. Na jaře 2011 získal s Rangers FC „double“, tedy ligový titul i triumf ve skotském poháru.

### RCD Espanyol (hostování)
V létě 2011 se spekulovalo o jeho přestupu do ukrajinského mužstva FK Dynamo Kyjev, nakonec se však dohodl na ročním hostování se španělským RCD Espanyolem z Barcelony. Ligový debut v dresu nového zaměstnavatele si připsal proti Realu Zaragoza (výhra 2:1), na trávník přišel do druhého poločasu. Poprvé v lize za Espanyol se střelecky prosadil ve 21. kole, když dal v souboji s RCD Mallorcou jedinou a tudíž vítěznou branku střetnutí. Následně skóroval v dalším kole hraném 4. února 2012. Weiss se trefil ve 48. minutě při remíze 3:3 s Athleticem Bilbao. Svůj třetí ligový gól v ročníku si připsal v souboji s Realem Sociedad, když srovnával na konečných 2:2.

### Delfino Pescara 1936
Před ročníkem 2012/13 jej Espanyol chtěl získat na trvalý přestup a zájem projevil i anglický Fulham FC. Nakonec však 2. srpna 2012 přestoupil z Manchesteru City údajně za 1,5 milionu € k tehdejšímu nováčkovi italské Serie A klubu Delfino Pescara 1936, se kterým podepsal roční kontrakt s možností opce na dalších 24 měsíců. Při svém ligovém debutu 26. 8. 2012 za Pescaru nastoupil na celých 90 minut proti Interu Milán, ale porážce 0:3 nezabránil. Své první dvě ligové branky za Delfino dal v pátém a šestém kole, kdy zaznamenal po jednom gólu do sítí týmů Città di Palermo (výhra 1:0) a Cagliari Calcio (výhra 2:1). Potřetí v sezoně v lize se střelecky prosadil 4. listopadu 2012 v souboji s Parmou FC (výhra 2:0). Ve 23. kole otevřel z penalty ve 30. minutě střelecký účet zápasu s Bolognou FC 1909, Pescara nakonec podlehla soupeři na domácí půde 2:3. Delfino Pescara 1936 se v ročníku 2012/13 v italské nejvyšší ligové soutěži neudržela a sestoupila.

### Olympiakos Pireus
V létě 2013 měl mnoho nabídek ze zahraničí, zajímal se o něj běloruský celek FK Dinamo Minsk, španělská Sevilla FC, italský Turín a Janov CFC, kde v té době působil jeho spoluhráč z reprezentace Juraj Kucka. Weiss však odešel do řeckého mužstva Olympiakos Pireus, s jehož vedením uzavřel tříletou smlouvu. S Olympiakosem se krátce po svém příchodu představil v základní skupině C Ligy mistrů UEFA 2013/14, kde číhali soupeři Paris Saint-Germain FC (Francie), RSC Anderlecht (Belgie) a Benfica Lisabon (Portugalsko). 17. září 2013 proti Paris Saint-Germain FC se elegantně prosadil přes dva obránce a skóroval, nicméně Pireus podlehl soupeři 1:4. S Olympiakosem postoupil ze druhého místa do vyřazovacích bojů. V posledním střetnutí skupiny sice neproměnil pokutový kop proti Anderlechtu, ale jeho klub zvítězil 3:1.
Ligový debut v dresu Olympiakosu Pireus zažil v úvodním kole hraném 19. 8. 2013 proti týmu AEL Kalloni (výhra 1:0), odehrál první poločas. 1. září 2009 vstřelil branku domácímu APO Levadiakosu, Olympiakos zvítězil 5:0. Byla to jeho premiérová trefa v řecké lize. 28. září 2013 vstřelil v šestém kole první (a zároveň vítězný) gól zápasu proti domácímu Panioniosu GSS, Pireus si odvezl tři body za výhru 2:0. Svoji třetí ligovou branku v sezoně si připsal v souboji s Plataniasem Chanion, když v 87. minutě zvyšoval na konečných 4:1. Počtvrté v ročníku skóroval v 15. kole ve 27. minutě do sítě Arisu Soluň a podílel se na výhře 2:0. V sezóně 2013/14 získal s Olympiakosem Pireus ligový primát, i když na jaře 2014 už působil v Kataru.

### Lekhwiya SC

#### Sezóna 2013/14
Koncem ledna 2014 překvapivě přestoupil údajně za 5,3 milionů € do katarského celku Lekhwiya SC. Dostal dres s číslem 79 a dohodl se na kontraktu do konce ročníku 2017/18. S Lekhwiyi SC se po postupu přes bahrajnské mužstvo Hidd SCC (výhra 2:1) a klub Kuwait SC z Kuvajtu (výhra 4:1) představil v základní skupině C Ligy mistrů AFC, kde se střetl s týmy Al Ajn FC (Spojené arabské emiráty), Tractor FC (Írán) a Al Ittihad FC (Saúdská Arábie) a skončil v konfrontaci s nimi na třetím místě. V Lize mistrů dal jeden gól.
Své první ligové střetnutí za Lekhwiy SC absolvoval 31. 1. 2014 v 18. kole proti Muaitheru SC (výhra 5:0), naskočil na hrací plochu do druhého poločasu. Poprvé v lize za SC se trefil v následujícím kole v souboji s týmem Al-Gharafa SC, když v 81. minutě zvyšoval na konečných 3:0. Podruhé ročníku za Lekhwiyi skóroval 8. března 2014 proti mužstvu Al Ahli SC, když při výhře 3:1 otevřel skóre zápasu. V březnu se střelecky prosadil ještě dvakrát, když dal po jedné brance do sítí klubů Al-Rayyan SC (výhra 2:0) a Umm Salal SC (výhra 2:1). S Lekhwiyí SC získal na jaře 2014 ligový titul i katarský pohár.

#### Sezóna 2014/15
Se svým zaměstnavatelem se na podzim 2014 představil v základní skupině A Ligy mistrů, kde Lekhwia narazila na tým Persepolis FC z Íránu, saúdskoarabské mužstvo An-Nassr FC a mužstvo PFK Bunjodkor z Uzbekistánu. S Lekhwií skončil na postupovém místě a v jarní části sezony se se svým klubem představil v play-off, kde SC nejprve postoupilo přes katarský Al-Sadd SC (výhra 2:1 a remíza 2:2) a následně vypadlo v osmifinále s týmem Al Hilal FC ze Saúdské Arábie (prohra 4:1 a remíza 2:2). Vladimír Weiss v této asijské soutěži dal dva góly.
Poprvé v ročníku se trefil v osmém kole hraném 22. října 2014 v souboji s mužstvem Al-Wakrah SC (výhra 2:0), v 67. minutě otevřel skóre utkání. Své druhé branky v ročníku docílil v 11. kole proti celku Al-Shahania SC, při vysoké venkovní výhře 5:0 skóroval ve 48. minutě. Následně se dvakrát střelecky prosadil v soubojích s kluby Qatar SC (výhra 3:1) a Al-Khor SC (výhra 4:2). 28. 2. 2015 vsítil gól proti týmu Al-Sadd SC, v první nastavené minutě druhého poločasu dal jedinou a tudíž vítěznou branku střetnutí. Pošesté v sezoně skóroval do sítě Umm Salalu, když si připsal v 68. minutě rozhodující branku na konečných 2:1. Svůj sedmý a osmý střelecký zásah v ročníku zaznamenal ve 26. kole hraném 16. dubna 2015 v souboji s mužstvem Al-Sailiya SC (výhra 5:0). Na jaře 2015 katarský titul s klubem obhájil.

#### Sezóna 2015/16
V létě 2015 vybojoval s celkem po výhře 1:0 nad družstvem El Jaish SC tamní Superpohár. Měl povedený vstup do nového ročníku, když v rozmezí druhého (první kolo se hrálo dodatečně) a třetího kola dal celkem tři góly. Trefil se jednou proti Qataru SC (výhra 3:1) a dvakrát do sítě klubu Al Kharaitiyat SC (výhra 7:0). Další branku vstřelil 18. 10. 2015 ve 40. minutě, Lekhwiya SC ale prohrála na domácím stadionu s týmem Al-Arabi SC 2:3. Popáté v sezoně skóroval v dohrávce prvního kola proti Al-Gharafě SC, v 62. minutě vyrovnával na konečných 1:1. Svůj střelecky povedený podzim potvrdil ve 12. a 13. kole, když dal po jednom přesném zásahu v soubojích s Al Ahli SC (výhra 4:0) Al-Mesaimeerem SC (výhra 2:0). Poosmé v podzimní části ročníku 2015/16 dal v lize gól 2. ledna 2016 v odvetě s Qatarem SC (výhra 2:1), ve 22. minutě dal první branku utkání.

### Al-Gharafa SC

#### Sezóna 2015/16
V zimním přestupovém období sezony 2015/16 o něj projevilo zájem několik klubů, mj. ruské mužstvo Zenit Petrohrad, Weiss však zůstal v Kataru a v únoru 2016 uzavřel čtyřletou smlouvu s Al-Gharafou SC. Ligový debut za Al-Gharafu SC si odbyl v 17. kole hraném 5. 2. 2016 proti klubu Al-Arabi SC (výhra 2:0), nastoupil na celý zápas. Poprvé v ročníku za Gharafu se prosadil ve 20. kole v souboji s Umm Salalou (remíza 4:4), když v 77. minutě dával na 4:3. Své druhé branku v sezoně za SC docílil v následujícím kole 7. března 2016 proti klubu Al Sadd SC (remíza 1:1).

#### Sezóna 2016/17
V létě 2016 jej chtěl získat Trabzonspor z Turecka, Al-Gharafa však nabídku odmítla. Měl dobrý vstup do ročníku, když v první třech kolech dal tři góly. Po jedné brance zaznamenal do sítí týmů Al Ahli (prohra 2:4) Lekhwiya SC (prohra 4:5) a Muaither SC (výhra 2:1). Počtvrté v ročníku se trefil v šestém kole v souboji s mužstvem Al-Wakrah SC (výhra 2:0), skóroval ve druhé nastavené minutě druhého poločasu. Pátý gól v sezoně zaznamenal v následujícím kole 19. listopadu 2016 z pokutového kopu proti celku Al Arabi, Al-Gharafa i díky němu zvítězila doma 4:2. V devátém kole hraném 3. 12. 2016 v souboji s Al-Rayyanem SC (výhra 3:2) si připsal dva přesné zásahy, stalo se tak ve 21. (z penalty) a 90. minutě. Poosmé a podeváté v ročníku se trefil v 11. a 12. kole, když dal po jedné brance do sítí klubů Al-Sailiya SC (prohra 1:2) a El Jaish SC (výhra 2:1). Následně si připsal gól v souboji s týmem Al-Shahania SC (výhra 3:0), když v 50. minutě zvyšoval na 2:0.

#### Sezóna 2017/18
Ve čtvrtém a pátém kole sezony se celkem třikrát střelecky prosadil, trefil se dvakrát proti Al-Khoru SC (výhra 3:0) a jednou v souboji s mužstvem Al Kharaitiyat SC (prohra 1:4). Svůj čtvrtý gól v ročníku zaznamenal 3. listopadu 2017 proti klubu Al-Markhiya SC (remíza 1:1), když v 10. minutě otevřel stav utkání. Další branku si připsal 25. 11. 2017 v devátém kole v souboji s Al-Rayyanem SC (prohra 2:3), když v 92. minutě snižoval na konečných 2:3. Na jaře 2018 s Al-Gharafou získal Katarský hvězdný pohár.

#### Sezóna 2018/19
S Al-Gharafou SC se představil v předkole Ligy mistrů AFC, kde se svým týmem nestačil po prohře 2:3 na íránský celek Zob Ahan Esfahan. Ve druhém až čtvrtém kole zaznamenal tři góly, trefil se jednou proti týmům Al-Sailiya SC (výhra 2:1), Al Sadd SC (remíza 1:1) a Al Ahli (výhra 4:0). Počtvrté v ročníku dal branku v šestém kole v souboji se svým bývalým zaměstnavatelem, Al-Gharafa s Lekhwiyí SC prohrála venku 4:2. Svůj pátý gól v sezoně zaznamenal 26. 10. 2018 proti Al-Khoru, při vysoké domácí výhře 6:0 skóroval v 53. minutě. Následně vsítil branku ve 13. kole hraném 24. listopadu 2018 v odvetě s Al-Sailiyou (prohra 1:2). Posedmé a poosmé v ročníku se střelecky prosadil v souboji s Al-Rayyanem (výhra 4:2), trefil se ve 22. a v 78. (z pokutového kopu) minutě. Na jaře 2019 s celkem obhájil Katarský hvězdný pohár. V zimním přestupovém období ročníku 2019/20 s Al-Gharafou předčasně ukončil smlouvu.

### ŠK Slovan Bratislava
V zimě 2019/20 měl nabídku ze Saúdské Arábie, chtěl ho získat i Olympiakos Pireus a anglický klub Nottingham Forest FC, Weiss se však rozhodl pro návrat na Slovensko a podepsal jako volný hráč v únoru 2020 kontakt na jeden a půl roku se Slovanem Bratislava, dostal dres s číslem 79. Ve Slovanu se potkal s trenérem Jánem Kozákem ml., se kterým se setkávali jako hráči v reprezentaci. Krátce po příchodu absolvoval operaci a následně se připravoval po zranění.

#### Sezóna 2019/20
Ligový debut v dresu "belasích" si připsal po koronavirové pauze 13. 6. 2020 ve 23. kole proti týmu MFK Ružomberok (výhra 1:0), na hrací plochu přišel v 68. minutě namísto Erika Daniela. Slovanu pomohl k obhajobě titulu z předešlé sezony 2018/19. S „belasími“ ve stejné sezoně triumfoval i ve slovenském poháru a získal tak s mužstvem „double“.

#### Sezóna 2020/21
V zimním přestupovém období ročníku 2020/21 podepsal s klubem stejně jako jeho tehdejší spoluhráči Dávid Holman, Joeri de Kamps a Ibrahim Rabiu novou smlouvu platnou na 2,5 roku. Své první dva ligové góly v sezoně dal ve 22. kole v souboji prvního s druhým proti týmu FC DAC 1904 Dunajská Streda (výhra 3:1), trefil se ve 3. a v 11. minutě, druhou branku dal z penalty. Slovan Bratislava tak i díky němu zvýšil svůj náskok na čele tabulky na deset bodů. Potřetí v ročníku skóroval proti mužstvu MŠK Žilina, když v 86. minutě z pokutového kopu stanovil konečný výsledek 3:2 na hřišti soupeře. Na jaře 2021 vybojoval se Slovanem ligový primát, který byl pro klub již třetí v řadě. Zároveň s klubem získal podruhé za sebou po výhře 2:1 po prodloužení nad celkem MŠK Žilina domácí pohár a týmu pomohl poprvé v jeho historii k obhájení doublu.

#### Sezóna 2021/22
Se Slovanem postoupili přes Shamrock Rovers z Irska (výhra 2:0 doma a prohra 1:2 venku) do druhého předkola Ligy mistrů UEFA 2021/22 a v něm vypadli se spoluhráči se švýcarské mužstvo BSC Young Boys z Bernu po domácí remíze 0:0 a venkovní prohře 2:3. Následně byli se slovenským klubem přesunuti do předkol Evropské ligy UEFA 2021/22, kde s ním nejprve vyřadil ve třetím předkole Lincoln Red Imps FC z Gibraltaru (výhra 3:1 venku a remíza 1:1 doma), avšak ve čtvrtém předkole - play-off s ním nepřešli přes řecký tým Olympiakos Pireus (prohra 0:3 venku a remíza 2:2 doma) do skupinové fáze této soutěže. Se spoluhráči však byli zařazeni do základní skupiny F Evropské konferenční ligy UEFA 2021/22, kde v konfrontaci se soupeři: FC Kodaň (Dánsko) - (prohry doma 1:3 a venku 0:2), PAOK Soluň (Řecko) - (remízy venku 1:1 a doma 0:0) a stejně jako v kvalifikaci s Lincolnem Red Imps - (výhry doma 2:0 a venku 4:1) skončili na třetím místě tabulky, což na postup do jarní vyřazovací fáze nestačilo. Weiss v této sezoně pohárové Evropy nastoupil k 11 zápasům a dal v nich jeden přesný zásah, konkrétně v odvetě se Shamrockem Rovers.
Svoji první ligovou branku v sezoně si připsal 31. července 2021 v souboji s týmem AS Trenčín (výhra 2:0), když v 61. minutě z pokutového kopu otevřel skóre střetnutí. Další gól vstřelil ve čtvrtém kole proti Zemplínu Michalovce (výhra 3:1), když ve 49. minutě z penalty dával na 2:1. Potřetí v ročníku si připsal gól v souboji s ViOnem Zlaté Moravce–Vráble při domácím vítězství 2:1. Svoji čtvrtou branku v lize v této sezoně zaznamenal ve 21. kole v souboji s mužstvem FK Pohronie a podílel se na skvělém obratu skóre z 0:3 na 4:3. Další góly dal 6. 3. 2022 proti Žilině, prosadil se dvakrát a připsal si ještě asistenci, díky čemuž se výrazně podílel na výhře 3:2 na hřišti soupeře. Posedmé v ročníku rozvlnil síť soupeřovy "svatyně" v souboji s Ružomberkem, když v páté minutě otevřel skóre zápasu. Slovan však nakonec se soupeřem remizoval na domácím stadionu 1:1. V sezoně 2021/22 pomohl svému zaměstnavateli již ke čtvrtému titulu v řadě, což Slovan dokázal jako první v historii slovenského fotbalu.

#### Sezóna 2022/23
Před sezonou 2022/23 se stal po odchodu Vasila Božikova kapitán Slovanu. Se Slovanem postoupili po domácí remíze 0:0 a venkovním vítězství 2:1 po prodloužení přes Dinamo Batumi z Gruzie do druhého předkola Ligy mistrů UEFA 2022/23, v němž však nestačili po výhře 2:1 venku a prohře 1:4 doma na maďarský celek Ferencvárosi TC z hlavního města Budapešti. V dalších zápasech už kvůli zranění nehrál. Jeho spoluhráči následně nepřešli ani po přesunu do třetího předkola Evropské ligy UEFA 2022/23 přes Olympiakos Pireus z Řecka (remíza 1:1 venku a prohra 2:3 doma po penaltovém rozstřelu), avšak hráli ještě ve čtvrtém předkole - play-off Evropské konferenční ligy UEFA 2022/23 proti bosenskému klubu HŠK Zrinjski Mostar, kde po venkovní prohře 0:1 a výhře 3:1 po rozstřelu z pokutových kopů vybojovali postup do skupinové fáze této soutěže. Se Slovanem Bratislava byli zařazeni do základní skupiny H, kde v konfrontaci se soupeři: FC Basilej (Švýcarsko) - (výhra 2:0 venku a remíza 3:3 doma), FK Žalgiris (Litva) - (remíza 0:0 doma a výhra 2:1 venku) a FC Pjunik Jerevan (Arménie) - (prohra 0:2 venku a výhra 2:1 doma) s ním postoupili se ziskem 11 bodů jako vítěz skupiny poprvé v novodobé historii Slovanu do jarní vyřazovací fáze některé evropské pohárové soutěže. V ní ale se Slovanem vypadl po penaltovém rozstřelu v osmifinále s Basilejí. Weiss v tomto ročníku pohárové Evropy odehrál 11 utkání, ve kterých se dvakrát střelecky prosadil, konkrétně v odvetě s Batumi a ve skupině proti Basileji.
Své první branky v sezoně docílil ve 12. kole hraném 2. října 2022 proti tehdejšímu nováčkovi týmu FK Železiarne Podbrezová (výhra 3:1), když v 58. minutě dával na 1:0. Podruhé v ročníku skóroval v 15. kole v souboji s mužstvem MFK Skalica (výhra 4:1), když v 11. minutě z penalty otevřel střelecký účet zápasu. Svého třetího ligového gólu v sezoně dosáhl 13. 11. 2022, když v 56. minutě zvyšoval proti Ružomberku na konečných 2:0. Následně se střelecky prosadil v 18. kole hraném 24. listopadu 2022 v souboji s ViOnem Zlaté Moravce – Vráble (výhra 4:1). Popáté a pošesté v ročníku se trefil ve 20. a 21. kole proti Dukle Banská Bystrica (remíza 2:2) a odvetě se Zlatými Moravcemi (remíza 1:1). Své sedmé branky v sezoně docílil 16. 4. 2023 v odvetném střetnutí s Banskou Bystricou, kdy skóroval v 59. minutě při domácí výhře 4:0. Poosmé v ročníku dal gól v následujícím zápase s Žilinou, když v 70. minutě zvyšoval na konečných 4:2. V páté minutě nastavení druhého poločasu rozhodl z pokutového kopu brankou na konečných 3:2 souboj s Dunajskou Stredou, Slovan i díky němu zvýšil v tabulce náskok na tohoto soupeře na pět bodů. V květnu 2023 uzavřel s vedením nový kontrakt do léta 2025. Na konci sezony získal se Slovanem Bratislava titul, který byl pro klub již historicky pátý v řadě.

#### Sezóna 2023/24
Se Slovanem postoupili přes lucemburský tým FC Swift Hesper (remíza 1:1 doma a výhra 2:0 venku) a celek Zrinjski Mostar z Bosny a Hercegoviny (výhra 1:0 venku a remíza 2:2 doma) do třetího předkola Ligy mistrů UEFA 2023/2024, ve kterém nehrál, jeho spoluhráči vypadli po prohrách 1:2 doma a 1:3 venku s izraelským mužstvem Makabi Haifa FC a byli přesunuti do čtvrtého předkola - play-off Evropské ligy UEFA 2023/2024, kde se svým zaměstnavatelem nepostoupili po domácí výhře 2:1 a prohře 2:6 venku přes klub Aris Limassol z Kypru a kvalifikovali se tak do skupinové fáze Evropské Konferenční ligy UEFA 2023/2024. Se Slovanem Bratislava byli zařazeni do základní skupiny A, kde v konfrontaci s týmy Lille OSC (Francie) - (prohra 1:2 venku a remíza 1:1 doma), NK Olimpija Lublaň (Slovinsko) - (výhra 1:0 venku a prohra 1:2 doma) a KÍ Klaksvík (Faerské ostrovy) - (výhry doma i venku 2:1). skončili se ziskem deseti bodů na druhém místě tabulky a podruhé za sebou postoupili do jarní vyřazovací části této soutěže. V ní však vypadli se spoluhráči již v šestnáctifinále po prohrách 1:4 venku a 0:1 doma se Sturmem Graz z Rakouska. Celkem v tomto ročníku pohárové Evropy nastoupil Weiss k osmi střetnutím, v nichž dal čtyři góly, konkrétně tři v souboji se Swiftem Hesper (jeden doma a dva venku) a jeden v prvním zápase proti Klaksvíku. Svoji první ligovou branku v ročníku vsítil 9. února 2024 v 19. kole v souboji s Žilinou (výhra 4:0) ve 36. minutě, kdy zvyšoval na průběžných 2:0. Podruhé v sezoně skóroval 2. 3. 2024 v derby se Spartakem Trnava (výhra 2:0) v 16. minutě, kdy otevřel střelecký účet zápasu. V jarní části ročníku 2023/2024 pomohl Slovanu Bratislava k šestému ligovému titulu v řadě a celkově jubilejnímu 30. v historii mužstva.

#### Sezóna 2024/25
Se Slovanem postoupil na podzim 2024 přes severomakedonský klub FC Struga (výhry 4:2 doma a 2:1 venku), tým NK Celje ze Slovinska (remíza 1:1 venku a výhra 5:0 doma), mužstvo APOEL FC z kyperského města Nikósie (výhra 2:0 doma a remíza 0:0 venku) a celek FC Midtjylland z Dánska (remíza 1:1 venku a výhra 3:2 doma) z prvního předkola až do hlavní části Ligy mistrů UEFA 2024/2025, do které se bratislavský klub dostal poprvé ve své historii. V ligové fázi tehdy hrající se novým formátem se se spoluhráči střetli s týmy Manchester City FC (Anglie) - (prohra 0:4 doma), FC Bayern Mnichov (Německo) - (prohra 1:3 venku), Atlético Madrid (Španělsko) - (prohra 1:3 venku), AC Milán (Itálie) - (prohra 2:3 doma), GNK Dinamo Záhřeb (Chorvatsko) - (prohra 1:4 doma), Celtic FC (Skotsko) - (prohra 1:5 venku), VfB Stuttgart (Německo) - (prohra 1:3 doma) a Girona FC (Španělsko) - (prohra 0:2 venku) a v konečné tabulce složené ze všech mužstev postoupivších do ligové fáze skončili na 35. místě a do vyřazovací fáze nepostoupili. Celkem v této sezoně pohárové Evropy odehrál Weiss 11 zápasů, v nichž dal dva góly, konkrétně po jednom v každém z utkání se Strugou. Na jaře 2025 vybojoval se Slovanem Bratislava po domácí výhře 4:3 nad celkem MŠK Žilina sedmý ligový titul v řadě. Svoji první a zároveň i jedinou branku v lize v tomto ročníku zaznamenal ve 31. kole proti Podbrezové (výhra 3:1), když v 57. minutě z penalty otevřel střelecký účet utkání.

#### Sezóna 2025/26
V létě 2025 podepsal stejně jako jeho spoluhráč Guram Kašia novou roční smlouvu.

## Klubové statistiky
Aktuální k 18. květnu 2025
| Sezona    | Klub                        | Soutěž               | Zápasy | Góly |
| --------- | --------------------------- | -------------------- | ------ | ---- |
| 2008/2009 | Manchester City FC          | Premier League       | 1      | 0    |
| 2009/2010 | Manchester City FC          | Premier League       | 0      | 0    |
| 2009/2010 | Bolton Wanderers FC (host.) | Premier League       | 13     | 0    |
| 2010/2011 | Manchester City FC          | Premier League       | 0      | 0    |
| 2010/2011 | Rangers FC (host.)          | Scottish Premiership | 23     | 5    |
| 2011/2012 | Manchester City FC          | Premier League       | 0      | 0    |
| 2011/2012 | RCD Espanyol (host.)        | Primera División     | 28     | 3    |
| 2012/2013 | Delfino Pescara 1936        | Serie A              | 22     | 4    |
| 2013/2014 | Olympiakos Pireus           | Superliga            | 17     | 4    |
| 2013/2014 | Lekhwiya SC                 | Stars League         | 7      | 4    |
| 2014/2015 | Lekhwiya SC                 | Stars League         | 22     | 8    |
| 2015/2016 | Lekhwiya SC                 | Stars League         | 14     | 8    |
| 2015/2016 | Al-Gharafa SC               | Stars League         | 10     | 2    |
| 2016/2017 | Al-Gharafa SC               | Stars League         | 21     | 10   |
| 2017/2018 | Al-Gharafa SC               | Stars League         | 7      | 5    |
| 2018/2019 | Al-Gharafa SC               | Stars League         | 19     | 8    |
| 2019/2020 | Al-Gharafa SC               | Stars League         | 2      | 0    |
| 2019/2020 | ŠK Slovan Bratislava        | Fortuna liga         | 3      | 0    |
| 2020/2021 | ŠK Slovan Bratislava        | Fortuna liga         | 17     | 3    |
| 2021/2022 | ŠK Slovan Bratislava        | Fortuna liga         | 20     | 7    |
| 2022/2023 | ŠK Slovan Bratislava        | Fortuna liga         | 20     | 9    |
| 2023/2024 | ŠK Slovan Bratislava        | Niké liga            | 14     | 2    |
| 2024/2025 | ŠK Slovan Bratislava        | Niké liga            | 17     | 1    |
| 2025/2026 | ŠK Slovan Bratislava        | Niké liga            |        |      |

## Reprezentační kariéra
Vladimír Weiss je bývalý mládežnický reprezentant, nastupoval za výběry do 19 a 21 let.

### A-mužstvo
V A-mužstvu slovenské reprezentace debutoval 12. 8. 2009 v přátelském zápase proti Islandu, když v 63. minutě vystřídal Róberta Vitteka. Zápas skončil remízou 1:1.

V kvalifikaci na EURO 2012 vstřelil v základní skupině B jeden gól (8. října 2010 proti Arménii, prohra 1:3), Slovensko se umístilo s 15 body na konečné čtvrté příčce tabulky a na evropský šampionát nepostoupilo.
V srpnu 2013 jej povolal tehdy nový trenér Slovenska Ján Kozák st. k přátelskému střetnutí s domácím Rumunskem (14. srpna, remíza 1:1). Weiss si připsal asistenci na gól, když nacentroval míč na Stanislava Šestáka, který jej uklidil do brány soupeře. Nastoupil v odvetném kvalifikačním zápase s Bosnou a Hercegovinou 10. září 2013 v Žilině, kde Slovensko podlehlo svému balkánskému soupeři 1:2 a ztratilo naději alespoň na baráž o Mistrovství světa 2014 v Brazílii.
9. října 2014 byl u vítězství 2:1 v kvalifikačním zápase na EURO 2016 proti Španělsku. Slováci po úvodní výhře nad Ukrajinou vyhráli i nad úřadujícími mistry Evropy Španěly a potvrdili tak velmi dobrý vstup do kvalifikace. Ve třetím kole téže kvalifikace proti Bělorusku přihrál na úvodní gól Marku Hamšíkovi, Slovensko zvítězilo 3:1 a získalo ze tří úvodních zápasů plný počet devíti bodů. Se slovenskou reprezentací slavil 12. října 2015 postup na EURO 2016 ve Francii (historicky první pro Slovensko od rozdělení Československa).

### Mistrovství světa 2010
Na světovém šampionátu 2010 v Jihoafrické republice se Slovensko dostalo do osmifinále, kde podlehlo pozdějšímu vicemistrovi Nizozemsku 1:2. V základní skupině F v prvním zápase proti Novému Zélandu (15. června 2010, remíza 1:1) operoval na pravé straně zálohy. Nastoupil v základní sestavě i v utkání proti Paraguayi (20. června 2010), které Slovensko prohrálo 0:2, tentokrát na pozici levého křídelníka. V zápase dostal žlutou kartu. Třetí zápas proti Itálii (24. června 2010) nehrál, jeho spoluhráči vyválčili cenné vítězství 3:2, které slovenskému mužstvu zaručilo účast v osmifinále na úkor Itálie a Nového Zélandu. V osmifinále odehrál kompletní počet minut na levé straně zálohy, Slovensko prohrálo 1:2 a s turnajem se rozloučilo.

### EURO 2016
Trenér Ján Kozák st. jej vzal na EURO 2016 ve Francii, kam se Slovensko probojovalo poprvé v éře samostatnosti. V prvním utkání nastoupil proti Walesu, Slovensko prohrálo 1:2. Ve druhém zápase proti Rusku přispěl gólem k důležitému vítězství 2:1. V posledním zápase základní skupiny proti Anglii utkání skončilo skončilo remízou 0:0. Slovenští fotbalisté skončili se 4 body na třetím místě tabulky, v osmifinále se představili proti reprezentaci Německa (prohra 0:3, Weiss nastoupil), a s šampionátem se rozloučili.

### Po EURU 2016
V říjnu 2018, po prohře s Českem (1:2) v utkání Ligy národů spolu s několika spoluhráči navštívil noční klub. Vzniklý skandál odnesl hlavní trenér Ján Kozák, který rezignoval. Krátce po zmíněné aféře ho nominoval tehdy nový kouč Pavel Hapal na zápasy Ligy národů UEFA 2018/19 proti reprezentacím Česka a Ukrajiny. Weiss však nenastoupil ani v jednom utkání, a poté co v souboji s Českou republikou hraném 19. 11. 2018 byli vystřídaní všichni fotbalisty Slovenska a bylo tak jasné, že se na hřiště nedostane, odešel naštvaně do kabiny. Později prohlásil, že už pod trenérem Hapalem nechce reprezentovat, necítil od něj důvěru ani respekt. Po několika měsících se však kouči omluvil a projevil touhu vrátit se do reprezentace. Za tu nastoupil opět až 1. 6. 2021 proti reprezentaci Bulharska (remíza 1:1).

### EURO 2020
Byl součástí slovenského reprezentačního výběru na Mistrovství Evropy 2020 v Evropských městech, kam jej nominoval kouč Štefan Tarkovič. Se slovenskou reprezentací skončil ve skupině po výhře 2:1 nad Polskem a prohrách 0:1 se Švédskem a 0:5 se Španělskem na třetím místě a do osmifinále s ní nepostoupil. Weiss odehrál zápasy proti druhému a třetímu zmíněnému soupeři.

### Reprezentační zápasy a góly

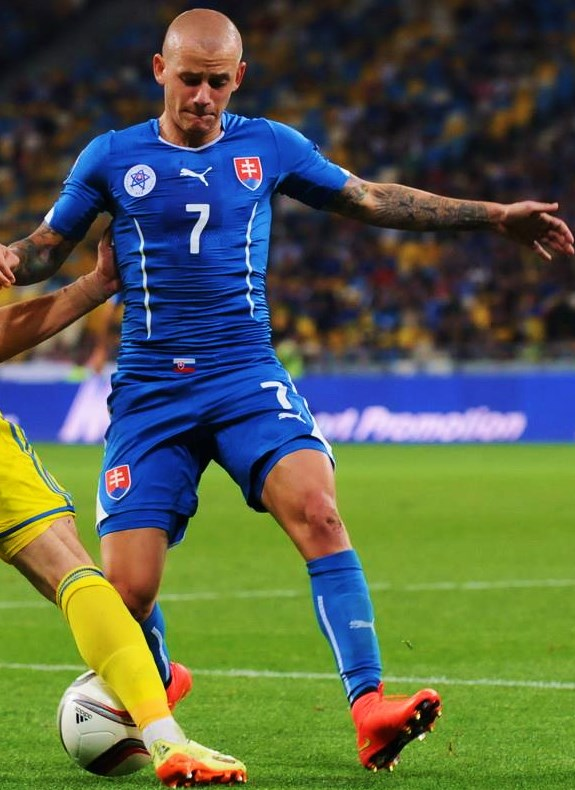
Vladimír Weiss v reprezentačním dresu (2014)

Zápasy Vladimíra Weisse za A-mužstvo Slovenska
| 2009                | 6  | 0 |
| 2010                | 11 | 1 |
| 2011                | 6  | 0 |
| 2012                | 5  | 1 |
| 2013                | 4  | 0 |
| 2014                | 9  | 1 |
| 2015                | 7  | 1 |
| 2016                | 10 | 1 |
| 2017                | 6  | 2 |
| 2018                | 3  | 0 |
| 2019                | 0  | 0 |
| 2020                | 0  | 0 |
| 2021                | 7  | 0 |
| 2022                | 3  | 1 |
| Celkem              | 77 | 8 |
| Platí k 19. 9. 2024 |    |   |

Seznam gólů Vladimíra Weisse v A-mužstvu slovenské reprezentace
| 010                 | 8. 10. 2010 | Stadion Hanrapetakan, Jerevan, Arménie    | Arménie     | 01:1 0(37.) | 3:1 | Kvalifikace na EURO 2012             |
| 02                  | 29. 2. 2010 | Stadion Bursa Atatürk, Bursa, Turecko     | Turecko     | 00:1 0(24.) | 1:2 | Přátelský zápas                      |
| 03                  | 23. 5. 2014 | NTC Senec, Senec, Slovensko               | Černá Hora  | 01:0 0(45.) | 2:0 | Přátelský zápas                      |
| 04                  | 27. 3. 2015 | Štadión pod Dubňom, Žilina, Slovensko     | Lucembursko | 02:0 0(21.) | 3:0 | Kvalifikace na EURO 2016             |
| 05                  | 15. 6. 2016 | Stade Pierre-Mauroy, Lille, Francie       | Rusko       | 00:1 0(32.) | 1:2 | EURO 2016                            |
| 06                  | 26. 3. 2017 | Národní stadion Ta' Qali, Ta' Qali, Malta | Malta       | 00:1 0(2.)  | 1:3 | Kvalifikace na MS 2018               |
| 07                  | 10. 6. 2017 | LFF stadionas, Vilnius, Litva             | Litva       | 00:1 0(32.) | 1:2 | Kvalifikace na MS 2018               |
| 08                  | 10. 6. 2022 | Donatas Rumšas, Vilnius, Litva            | Ázerbájdžán | 00:1 0(81.) | 0:1 | Liga národů UEFA 2022/2023 – Liga C3 |
| Platí k 18. 6. 2022 |             |                                           |             |             |     |                                      |

## Osobní život
V roce 2009 se nakazil nebezpečným virem A H1N1, brzy se vyléčil. S exmanželkou Martinou má dceru Viktórii (* 2014), která se narodila v řeckých Athénách. Jeho otec Vladimír je bývalý fotbalista a trenér klubu ŠK Slovan Bratislava, děda Vladimír byl taktéž fotbalistou.